# Hannonia spinipes
Hannonia spinipes är en havsspindelart som beskrevs av Stock, J.H. 1956. Hannonia spinipes ingår i släktet Hannonia och familjen Callipallenidae. Inga underarter finns listade i Catalogue of Life.